# Perideridia oregana
Perideridia oregana là một loài thực vật có hoa trong họ Hoa tán. Loài này được (S. Watson) Mathias mô tả khoa học đầu tiên năm 1936.